# السلطان الغازي يغادر (المؤسس عثمان)
" الحلقة 39 "،بعنوان "السلطان الغازي يغادر" (بالتركية: Gaziler Sultanı Gidiyor)‏ هي الحلقة 39 من المسلسل التركي المؤسس عثمان . وقد لوحظ أنه يصور وفاة السيد أرطغرل ، الشخصية التي تحمل نفس الاسم في المسلسل السابق، قيامة أرطغرل (2014–2019). الحلقة من بطولة بوراك أوزجيفيت في دور السيد عثمان ، وتامر إيجيت في دور السيد أرطغرل .
تم عرض "الحلقة 39" في 23 ديسمبر 2020.

## ملخص
بعد أن يتعافى السيد أرطغرل مؤقتًا من مرض الدمل ، يستأنف مهامه بصفته سيد قبيلة قايي . بشكل أساسي، يفكر في من سيختار وريثًا له، ويختار بين ولديه سافجي وعثمان. في هذه الأثناء، في أحد الاجتماعات، يتعارض عثمان مع الرأي العام بمهاجمة إنغول ويقترح بدلاً من ذلك مهاجمة جنود آيا نيكولا بمساعدة تارغون خاتون . هذا بالإضافة إلى ملاحظات تشابه عثمان مع نفسه ومشاوراته مع رفاقه بامسي وعبد الرحمن ، يدفع أرطغرل إلى اختياره وريثًا له، على الرغم من أنه قرر عدم الإعلان عن ذلك للسماح بانتخاب عثمان ديمقراطيًا. يتذكر أرطغرل المقربين منه، بما في ذلك والده سليمان شاه ، ووالدته هايماه ، وزوجته (حليمة)، وإخوته غوندوغدو ، وسنغورتكين ، ودوندار، ورفاقه تورغوت ، وبامسي، ودوغان ، وعبد الرحمن، قبل أن يتوفى في اجتماع للمجلس، مدمرًا. أبناؤه غوندوز وسافجي وعثمان، وحتى أخيه الفاسد دوندار.  

## إنتاج
الموسم من تأليف وإنتاج محمد بوزداغ وإخراج متين جوناي . تم تصويره في هضبة ريفا ، بيكوز . 
قال نور الدين سونميز ، الذي يصور بامسي في كل من مسلسلي المؤسس عثمان وسلفه قيامة أرطغرل ، إن تصوير مشهد وفاة أرطغرل كان "صعبًا للغاية" و"مليئًا بالعاطفة"، قائلاً إنه "كان لديه إنجين آلتان دوزياتان  وأرطغرل غازي في عينيه".  

## استقبال
قوبلت وفاة أرطغرل بالحزن في باكستان، حيث "حزن" المعجبون على وفاة الشخصية على منصات التواصل الاجتماعي مثل تويتر .    وكانت ردود أفعال المعجبين متباينة، حيث أبدى البعض إحباطهم من وفاة الشخصية، وأشاد آخرون بقصة الشخصية وأكدوا على أهمية التركيز أكثر على شخصية عثمان.   أدت وفاة أرطغرل أيضًا إلى تجديد النقاش حول أداء تامر إيجيت ، الذي حل محل إنجين ألتان دوزياتان في تصوير أرطغرل. 

بوراك أوزجيفيت بدور السيد عثمان
أزوجه تورير بدور بالا خاتون

### الشخصيات الأساسية
- بوراك أوزجيفيت بدور السيد عثمان
- نور الدين سونمز بدور بامسي بيريك
- راغب سافاش بدور السيد دوندار
- كانبولات جوركيم أرسلان بدور السيد سافجي
- إركان أفجي بدور القائد آيا نيكولا
- سيدا يلدز بدور شيخ أديب علي
- يشيم جيرين بوز أوغلو بدور هازال خاتون
- أوزجه تورير بدور بالا خاتون
- بوراك تشيليك بدور جوكتوغ ألب (كونغار سابقا)

### الشخصيات الداعمة
- امري باشالاك بدور السيد غوندوز
- يغيت أوشان بدور بوران ألب
- شاغري سينسوي بدور جيركوتاي ألب
- تامر يجيت بدور أرطغرل غازي
- سيشكين أوزدمير بدور فلاتيوس
- سيراي كايا بدور لينا خاتون
- زينب توتشا بايات بدور السيدة تارغون
- جلال آل بدور عبد الرحمن غازي
- ديديم بالتشين بدور سالجان خاتون

| -         | عدد المشاهدات حسب البلد (بالملايين) | عدد المشاهدات حسب البلد (بالملايين) |
| البلد     | تركيا                               | الاتحاد الأوروبي                    |
| تصنيف     | تركيا                               | الاتحاد الأوروبي                    |
| --------- | ----------------------------------- | ----------------------------------- |
| المشاهدات | 12,67                               | 10.48                               |
| الرتبة    | 1                                   | 2                                   |

### التقييم
حصدت " الحلقة 39 "،بعنوان "السلطان الغازي يغادر" علي 9.1 من 10 في موقع قاعدة بيانات الأفلام على الإنترنت اعتبارا من مارس 2025 .

## أنظر أيضا
- قائمة حلقات قيامة أرطغرل
- قائمة حلقات المؤسس عثمان

## ملحوظات
1. ↑  الممثل الذي قام بدور السيد أرطغرل في مسلسل قيامة أرطغرل